# Музей Торвальдсена
Музей Торвальдсена — здание, построенное благодарными соотечественниками в Копенгагене, служащее местом хранения многих работ Торвальдсена (дат. Bertel Thorvaldsen) — одного из наиболее значительных представителей стиля позднего классицизма в скульптуре.

## История создания

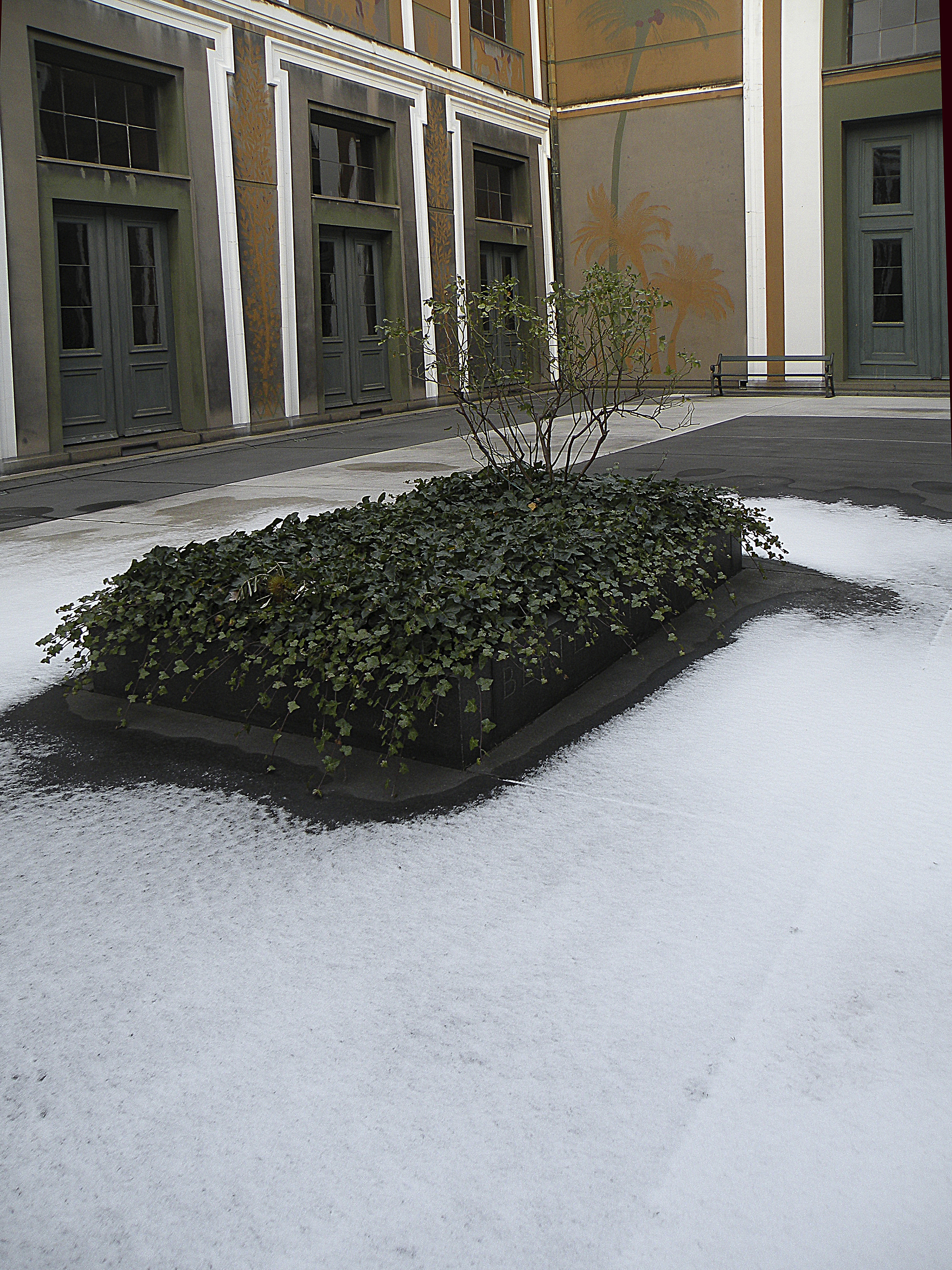
Могила Торвальдсена

За год до отъезда из Рима в 1838 год скульптор подарил свои работы и собранные коллекции живописи своему родному городу — Копенгагену для создания своего музея.
Музей находится в центре города, недалеко от одной из королевских резиденций (дат. Christiansborg) на пожертвованном королём участке земли. Архитектором здания, выбранного самим скульптором, стал тогда ещё молодой М. Г. Биндесбелль (1800—1856).
Здание начало строиться ещё при жизни скульптора, который после смерти, последовавшей неожиданно при посещении театра 24 марта 1844, был похоронен во внутреннем дворе здания.
В эти годы в Европе начался бум строительства музеев, вызванный настроениями, связанными с наступившей эпохой романтизма, в немалой степени связанный с изданием сочинений Гюго и Вальтера Скотта. В архитектуре это начинание принадлежит старшему современнику Торвальдсена Канове, построившему в своём родном городе Посано церковь.
Источниками средств для строительства музея стала подписка, а также пожертвования королевского двора и коммуны города Копенгагена.

## Архитектура
Здание представляет собой прямоугольник с внутренним двором и стенами, украшенными многоцветными фресками, отображающими торжественный приём, оказанный мастеру при его возвращении на родину. Над поверхностью улицы возвышаются два этажа. Первый этаж здания используется для размещения скульптур, на верхнем этаже находятся картины.
Имеется и заглублённый подвальный этаж, используемый для размещения служебных помещений и некоторых экспозиций, в частности для иллюстрации процесса создания скульптуры.
На главном фасаде здания расположены пять дверей, ведущих в вестибюль с цилиндрическим потолочным сводом. Здесь установлены монументальные скульптуры. Скульптуры в экспозиции размещены в соединяющихся между собой помещениях, в каждом из которых находится всего одна статуя и несколько настенных рельефов, что позволяет посетителю не распылять своё внимание по сторонам. Окна в помещениях расположены, как и в римской мастерской, высоко над полом, выложенным разноцветной мозаикой из терракоты. Потолки декорированы орнаментом в помпейском стиле.
Экспозиция музея, включающая около 20 000 единиц хранения, состоит прежде всего из личных работ Торвальдсена в мраморе и гипсе и его рисунков и графики, а также собранных им произведений искусства. Здесь же находится библиотека и коллекция драгоценных камней и нумизматика.
С момента открытия музей стал рассматриваться как общедоступный памятник скульптору. В первые недели после открытия ежедневное количество посетителей превышало полторы тысячи человек, что по тем временам было рекордом.

## Экспонаты музея

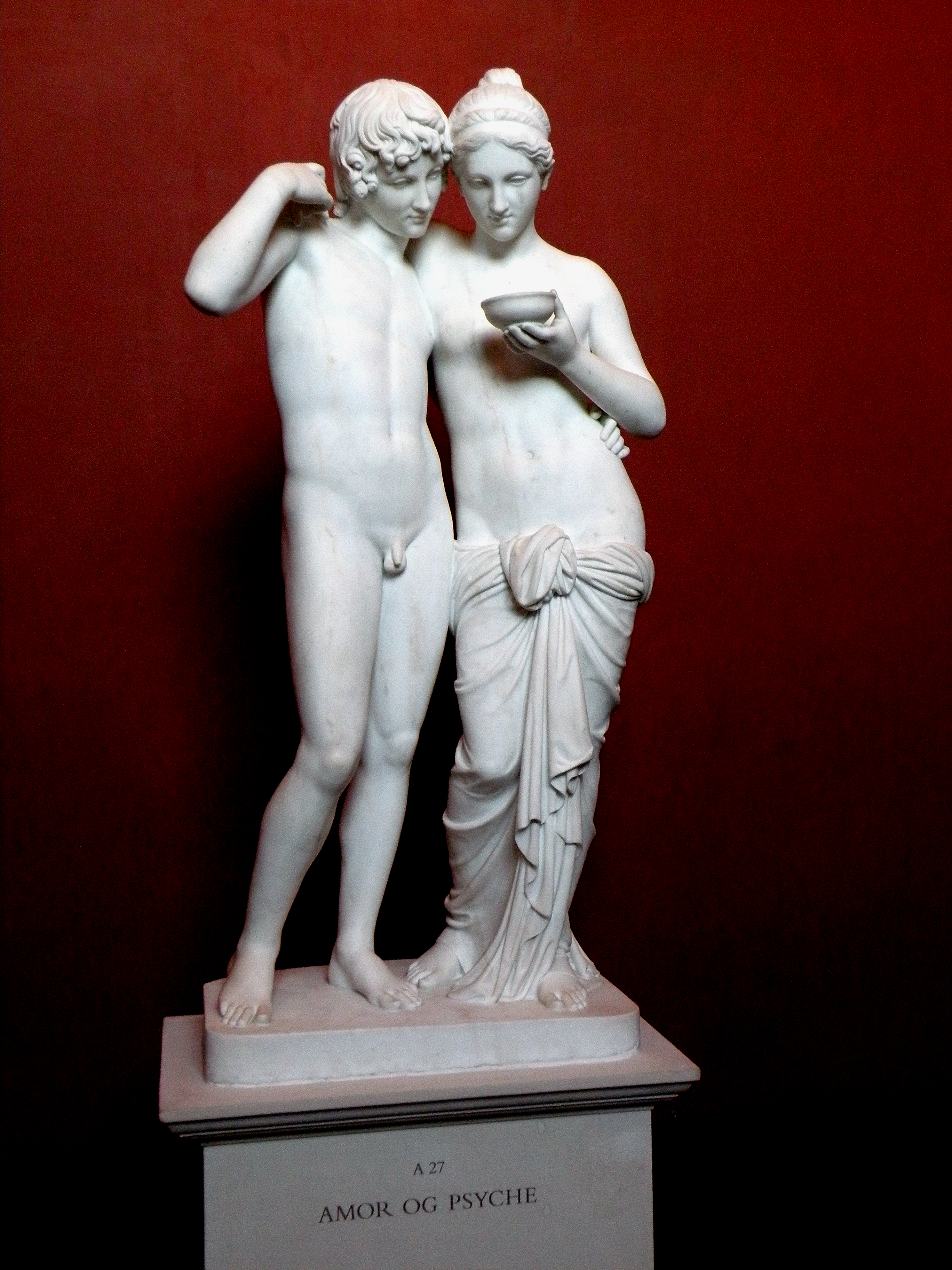
Амур и Психея
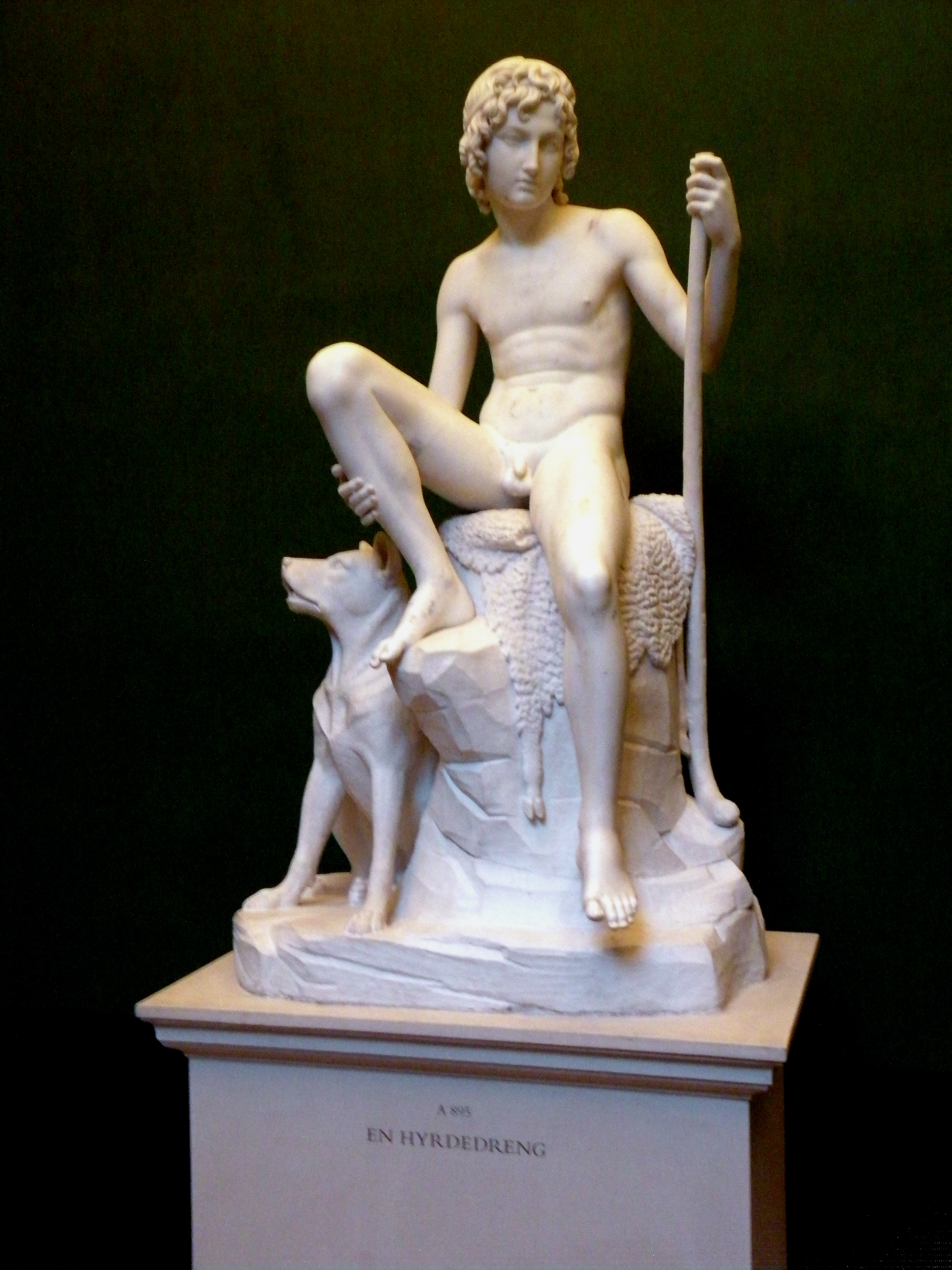
Пастух
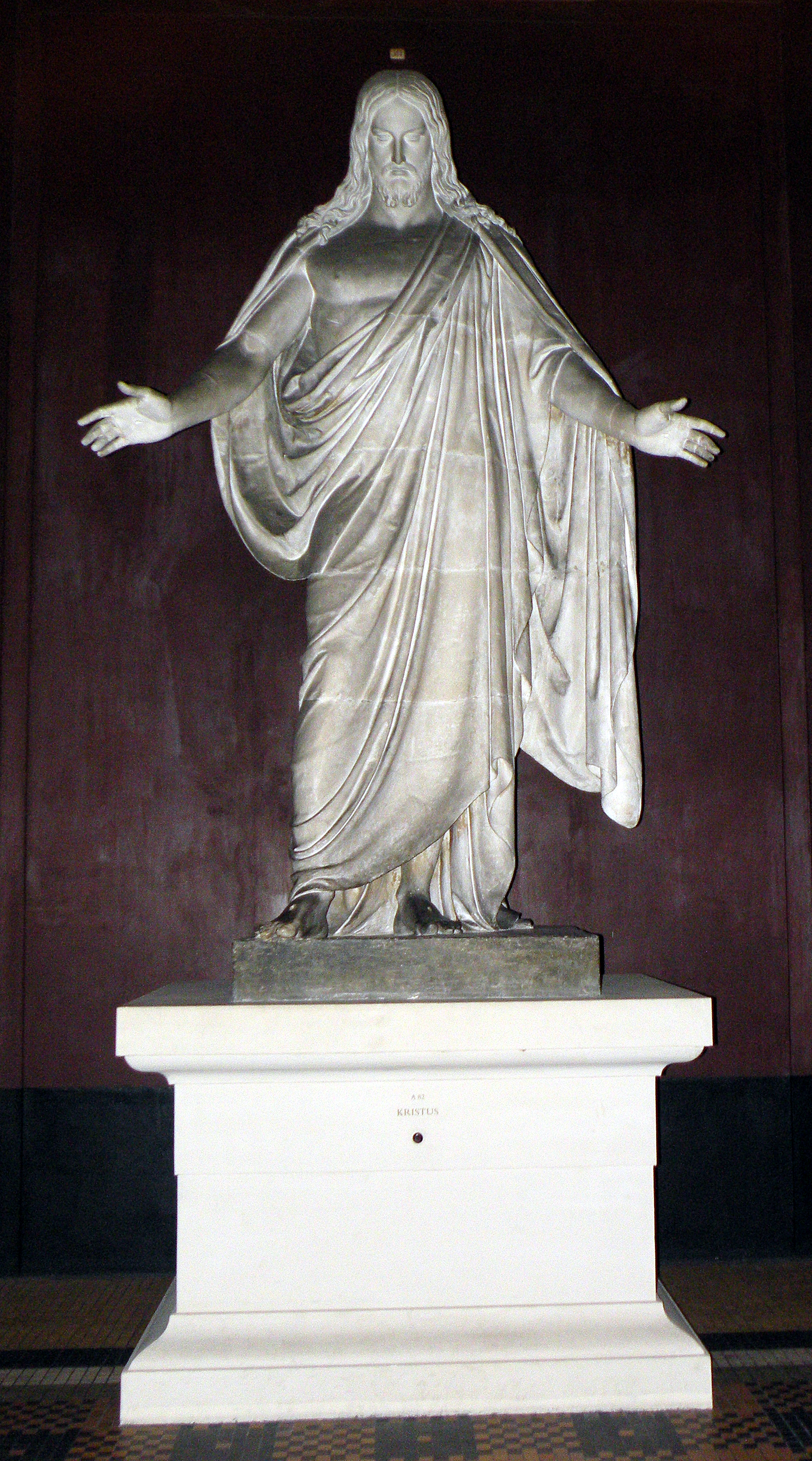
Христос
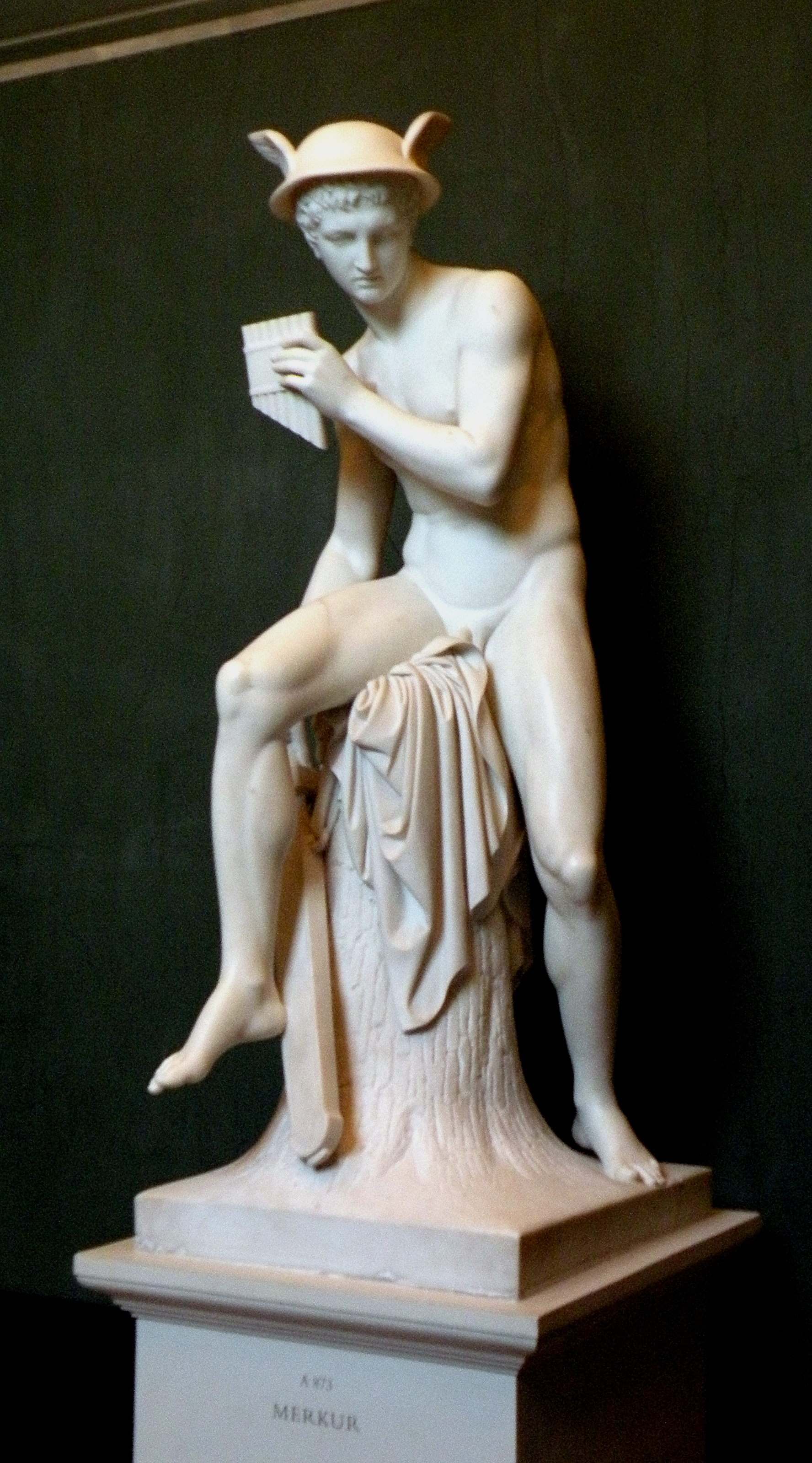
Меркурий
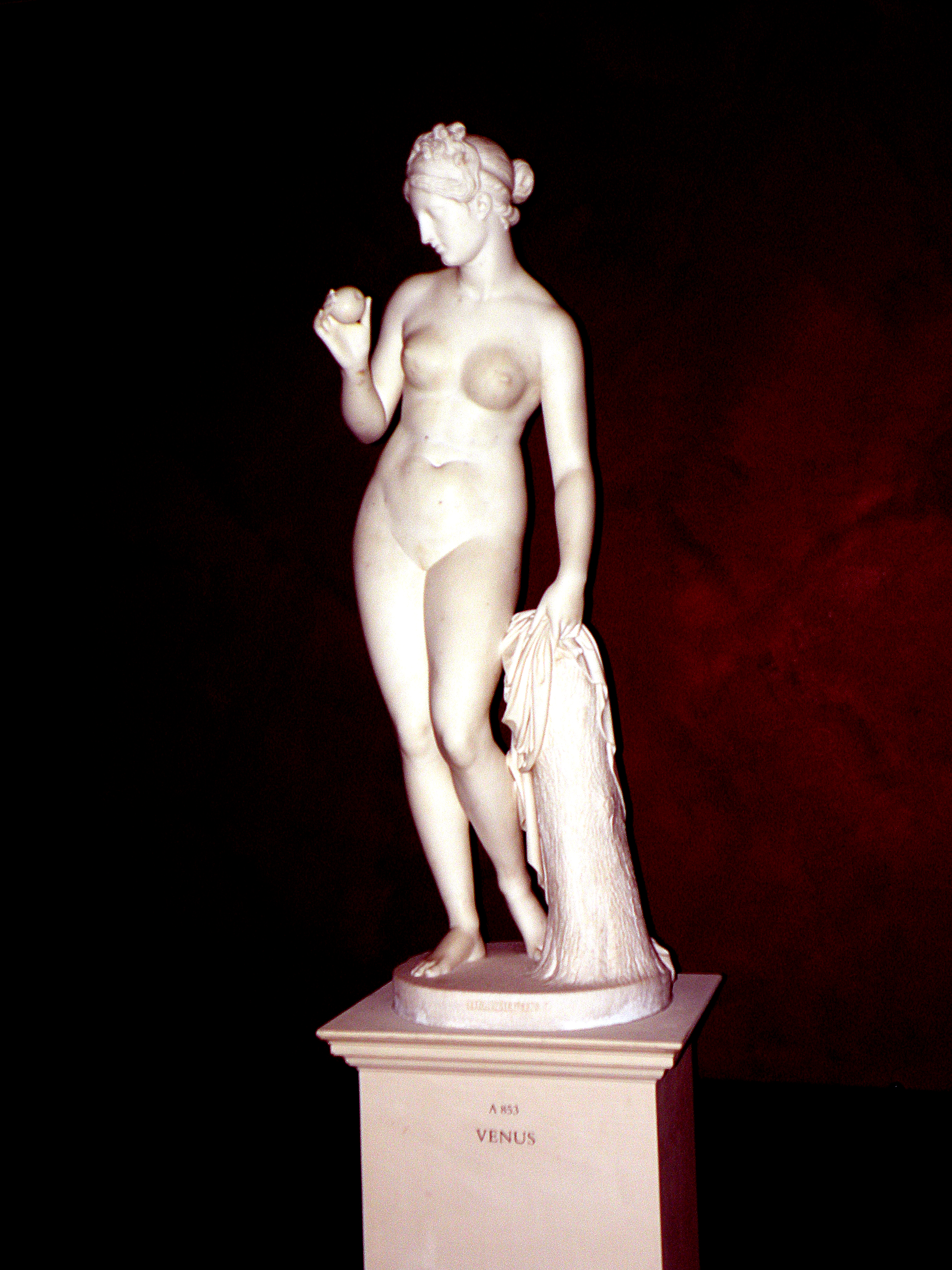
Венера
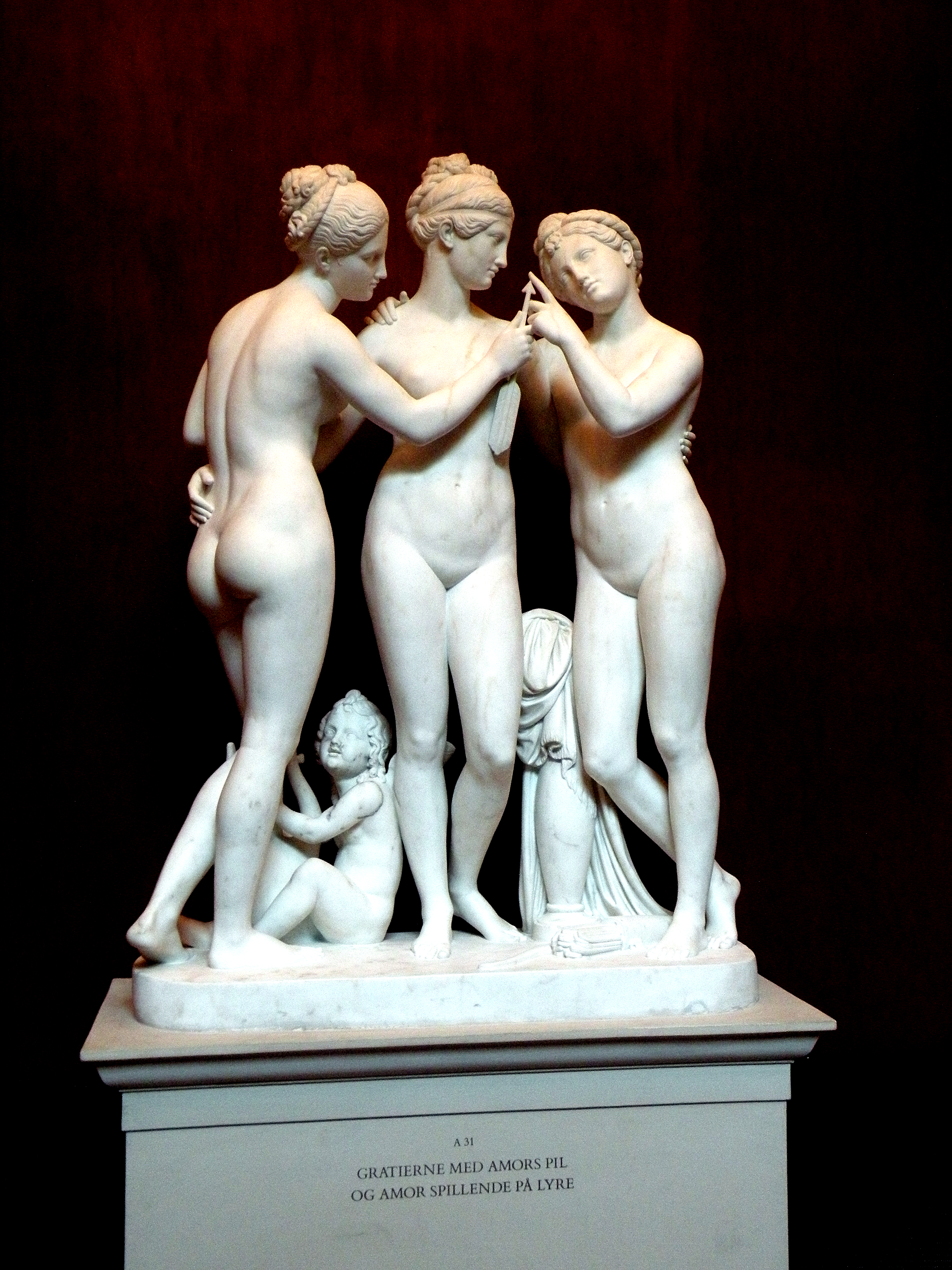
Амур, играющий на лире